# Даурова, Илита Кирилловна
Или́та Кири́лловна Да́урова (26 декабря 1919, Ламардон, Терская область — 1 ноября 1999, Москва) — советская лётчица, разведчица, участница Великой Отечественной войны. Мастер парашютного спорта СССР.

## Биография
Илита Даурова родилась в горном селении Хуссар-Ламардон 26 декабря 1919 года. В 1921 году значительная часть жителей села, а с ними и семья Илиты, смогла обосноваться на предгорной равнине в селении Фарн, на левом берегу Терека.
Окончив начальную школу, Илита работала в колхозе имени Сталина, вскоре стала звеньевой, побывала от колхоза на ВДНХ.
В 1934 году Илиту послали во всесоюзный лагерь «Артек» как одну из лучших комсомолок. Там она впервые встретилась с будущим военным лётчиком Харитоном Саламовым. Он рассказал о своих планах учиться на лётчика.
В 1939 году Илиту Даурову отправили в Москву на подготовительные курсы в Академию Соцземледелия. Там она вступила в аэроклуб и почувствовала своё призвание в авиации. Как одну из лучших активисток аэроклуба, Илиту направили в Харьковское авиационное училище.
В училище она снова встретила Харитона Саламова, они полюбили друг друга и стали готовиться к свадьбе. Летом 1941 года Илита и Харитон решили пожениться, но два дня традиционной свадьбы разделило начало войны. Свадьба превратилась в проводы, договорились закончить свадьбу после победы. Однако Харитон Саламов не вернулся с войны, он без вести пропал в 1941 году под Севастополем.

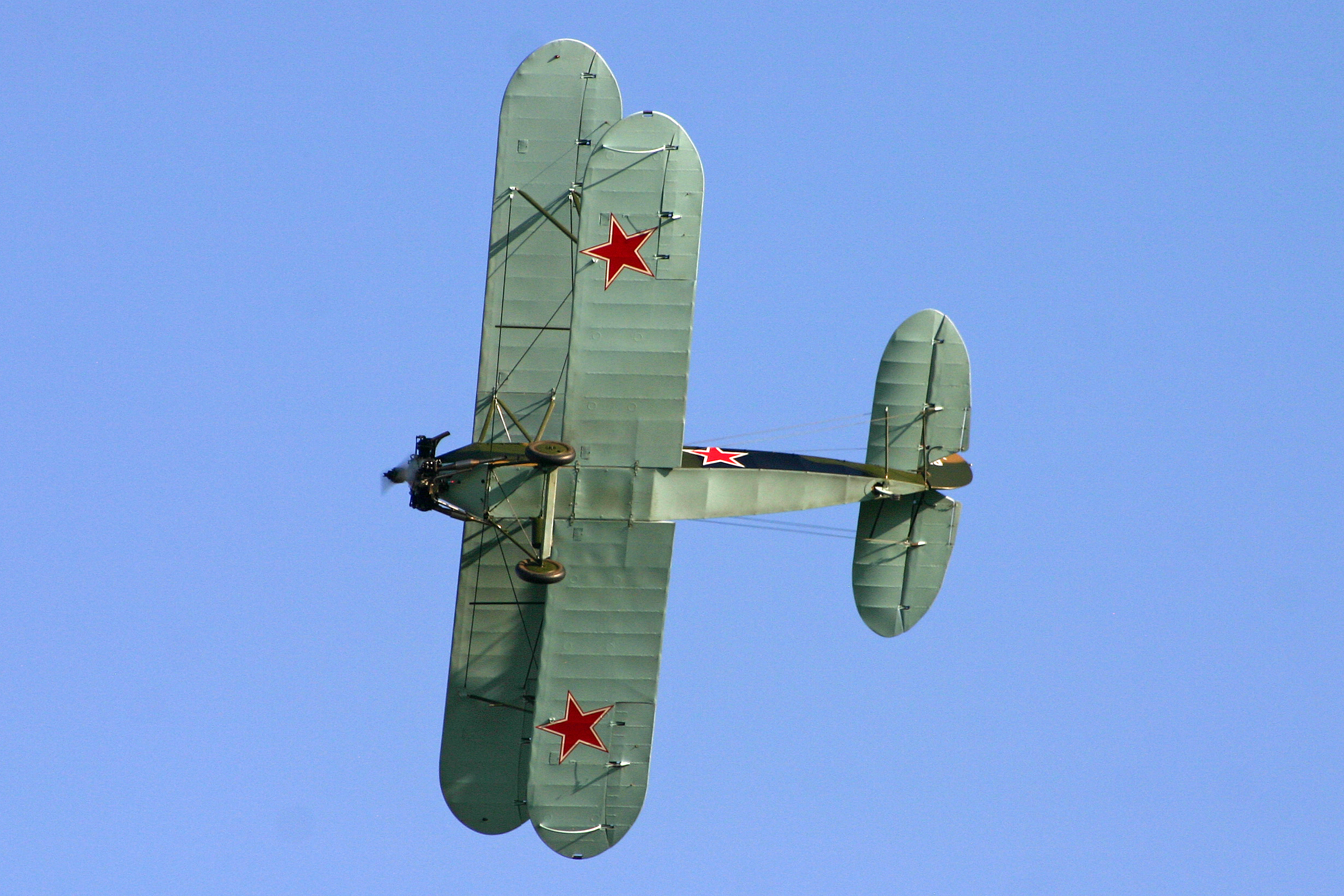
У-2 (По-2) в полёте

Война для Илиты Дауровой началась в лётной части под Туапсе. Там она получила своё боевое прозвище Дика (по инициалам имени). Ей предстояло летать на У-2, выполняя различные задания в Крыму и Приазовье. На 82-м боевом вылете самолёт Илиты был сбит над морем, но лётчица сумела выпрыгнуть и спаслась. Из воды ей помогли выбраться советские моряки-подводники. Последствием переохлаждения стало воспаление лёгких. Пока Илита была в госпитале, её часть перевели в Азербайджан, и Илита Даурова получила направление в 3-й морской полк 7-й бригады морской пехоты, командиром роты разведчиков. Была ранена в голову, после долгих месяцев лечения была демобилизована и вернулась в Северную Осетию в 1944 году.
После войны работала в Осоавиахиме, в 1947—1948 гг. директором конторы Заготживсырья, в 1948—1949 гг. — начальником отдела кинофикации Пригородного района, в 1952 г. избрана секретарём Орджоникидзевского райкома КПСС. С 1957 года работала заведующей детским садом с. Камбилеевского. В 1966 году избрана председателем исполкома Камбилеевского сельского совета.
С 1979 года жила в Москве на улице Генерала Глаголева. До глубокой старости была главным хранителем народного музея К. Е. Ворошилова. Скончалась 1 ноября 1999 года.
Похоронена на Аллее Славы во Владикавказе.

## Память
Именем Илиты Дауровой названы улицы в сёлах Фарн, Камбилеевское и Ир Республики Северная Осетия — Алания. В Фарне благоустроена Аллея имени Дауровой и готовится к открытию скульптурная композиция работы Ибрагима Хаева.
Ей посвящены многочисленные статьи в местной печати, сюжеты на телевидении.
Илита Даурова упоминается в интернет-дискуссиях весны 2019 года, связанных с выбором имени для увековечивания памяти в названии аэропорта Владикавказ.

## В культуре
Образ Илиты Дауровой вдохновил писателя Тотырбека Джатиева на создание повести «В воздухе осетинка» (осет. «Уӕлдӕфы ирон чызг»). В русском переводе она вышла под названием «Дика» (прозвище Илиты на войне) в 1978 году.
Илита Даурова упоминается на уроках осетинского языка как пример осетинки участницы Великой Отечественной войны. Повесть Джатиева входит в список рекомендованной литературы в школьном курсе.